# Хетты
Хе́тты (др.-греч. Χετταΐοι, самоназвание nesili, kanesili) — индоевропейский народ бронзового века, живший в Малой Азии, где он основал Хеттское царство (около 1800 до н. э.).
В последние века своего существования хетты создали могущественное Новохеттское царство, при Суппилулиуме I существенно распространившее своё влияние на Ближнем Востоке и вступившее в военную конфронтацию с региональным гегемоном — Египтом. При Тутмосе III хетты ещё присылали египтянам богатые дары, но в период от правления фараона Хоремхеба до Рамсеса II (XIV—XIII вв. до н. э.) две конкурирующие державы вели войны за контроль над Сирией (частью которых была битва при Кадеше). После уничтожения Хеттского царства под ударами «народов моря» (во время «катастрофы бронзового века») народ хеттов пришёл в упадок. Отдельные Неохеттские государства продолжали существовать на периферии Хеттского царства в Сирии и на юге Анатолии, пока не были разгромлены ассирийцами.

## Происхождение
Прародиной хеттов были предположительно Балканы, которые они покинули в конце III тыс. до н. э. Л. А. Гиндин полагает, что хетты были первым индоевропейским народом (Среднестоговская культура), заселившим Болгарию и Грецию ещё в IV тыс. до н. э., а затем вытеснённым в Малую Азию второй волной индоевропейского нашествия на Балканы. Хетты испытали сильное влияние в лице местного автохтонного субстрата хаттов, и в меньшей степени хурритов (Митанни).
Также влияние на культуру хеттов оказала вавилонская цивилизация, от которой они заимствовали клинопись. Сами хетты оказали влияние на культуру всех своих соседей.
На рубеже III—II тысячелетий до н. э. у хеттов, прибывших в Малую Азию, начал распадаться родоплеменной строй. Ускорению этого процесса способствовало проникновение в регион в XX—XVIII вв. до н. э. семитских торговых колонистов (ассирийских и, отчасти, аморейских). На территориях восточной и центральной частей Малой Азии было, видимо, ещё в III тыс. до н. э. создано несколько политических образований типа городов-государств (Пурусханда, Амкува, Куссар, Хатти, Каниш, Вахшушана, Ма’ма, Самуха и др.), во главе которых стояли цари (рубаум) или царицы (рабатум). Города-государства Малой Азии пользовались письменностью и письменным языком, заимствованным у ашшурских купцов. Среди городов-государств происходила борьба за политическую гегемонию. На первых порах верх взяла Пурусханда, правитель которой считался «великим царём» среди остальных правителей городов-государств Малой Азии. Позднее же ситуация изменилась в пользу города-государства Куссар. В первой половине XVIII в. до н. э. царь Куссара Анитта основал обширную державу, названную позже Хеттским царством.

## Этноним
Самоназвание хеттов Nesili или Kanesili происходило от города Неса (Каниш), в то время как термин Hatti использовался для обозначения жителей Хеттского царства, а также более древних обитателей этих земель — хаттов.

## Палеогенетика
У двух предполагаемых хеттов из Анатолии среднего и позднего бронзового века была обнаружена гаплогруппа J2a1, у одного — G2a2b1, в их геноме не найдено степного генетического компонента, свойственного населению ямной культуры.

## Хеттский язык
В 1915 году Бедржих Грозный доказал индоевропейское происхождение хеттского и лувийского языков — двух основных близкородственных письменных языков Хеттского царства из анатолийской ветви. Позднее было установлено, что от данных языков происходили ликийский, карийский, лидийский, сидетский и ряд других языков Малой Азии I тыс. до н. э., не переживших эпохи римского завоевания. Хетты использовали для своих записей две письменности: адаптированный вариант ассиро-вавилонской клинописи (для ранних текстов на хеттском языке) и оригинальную силлабо-идеографическую письменность.

## Общество
По мнению историков (Эдуарда Мейера, Альбрехта Гётце, Александра Морэ, Оливера Герни), хеттское общество было гуманным и терпимым для своего времени: об этом свидетельствуют высокий социальный статус женщины, избираемость должностей вплоть до царя, рациональность законодательства, практически полное отсутствие смертной казни и принципа талиона — вместо этого преступления карались натуральным или денежным штрафом в качестве компенсации.
Таваннанна (царица) принимала активное участие в экономической и религиозной политике государства. Она скрепляла документы своей печатью. Нередко царица становилась зачинщицей придворных интриг.
Иезекииль, находившийся в вавилонском плену, упрекал израильтян в смешанных браках с хеттеянками.

### Города
«Всё население хеттских городов представляло собой служителей богини. В центре города помещался храм. Главным лицом в городе был верховный жрец. Представитель власти светской стоял на втором месте. Священные города были городами-убежищами. Убийца, преступивший ограду города, был здесь неприкосновенен для родовой мести».

## Религия
По имеющимся материалам можно представить только некоторые обрывки из того, что составляло совокупность хеттских религиозных верований. Без сомнения, эти верования изменялись не только по эпохам, но и по местам жительства хеттов. Эти верования давали ответы на все вопросы, которые предлагает религиозная любознательность: какие существуют боги и духи, как почитать тех и других, как приобретать их расположение, узнавать их волю, как вообще должно вести себя? Конечно, воссоздать религию хеттов пока нельзя, но уже можно составлять суждения, имеющие за собой, по-видимому, достаточные основания.
Как и хурриты, хетты поклонялись богу грома — Тешубу (Тишуб-Тарку). Они изображались с перунами в одной руке и с двойным топором — в другой, с бородой, в египетском переднике и головном уборе, вроде египетской белой короны — этот культ известен по барельефам.
Важным документом для суждения о хеттской религии, равно как и для изучения политической истории хеттов, является Египетско-хеттский мирный договор, заключённый с Рамзесом II. В этом договоре говорится о том, что цари Кхета и Египта обязывались не переходить со своими войсками границ друг друга, не начинать войны в случае каких-либо недоразумений, поддерживать друг друга в борьбе с врагами, а всё, что было написано на таблице договора, одобрено союзом богов, божествами мужскими и женскими, божествами земли египетской. Они свидетельствовали о твёрдости этих слов, которые они одобрили. Сутех (бог ярости) города Тунепа; Сутех города Кхета; Сутех города Арнема; Сутех города Царанда; Сутех города Пилька; Сутех города Кхизазара; Сутех города Сарту; Сутех города Кхилип (Алеппо); Сутех города Сарпина; Астарта страны Кхета; Бог страны Цаият — Кхири; Бог страны Ка; Бог страны Как; Бог страны Кхер; Богиня города Акх; Богиня страны Цаина. Главным божеством хеттов был Сутех. Этот бог был довольно благосклонно принят в Египте, хотя потом его в Египте стали смешивать с Сетом. Весьма вероятным представляется[кому?], что Сутех являлся у хеттов богом Солнца, но это и не исключает того, что Сутех имел и другие свойства.
Хеттские божества имели свои женские половины, таковую имел и Сутех. Также у хеттов были более могущественные богини. Договор Рамзеса II и Хаттусили III упоминает несколько богинь, но называет только одну — Астарту или Антарату. Имеются ещё другие имена богинь. Считают[кто?] вероятным, что после эпохи Рамзеса II культ Сутеха стал уступать перед культом «великой богини» Кибелы, считавшейся матерью богов.
Любопытным остаётся факт мистического почитания у хеттов равностороннего треугольника. Полагают[кто?], что эта скромная геометрическая фигура считалась источником могучей силы, даже источником жизни. Это изображение равностороннего треугольника помещалось на печатях и к нему присоединяли ещё другие образы. Иногда в треугольник помещались глаза.

### Женские божества
Главное женское божество хеттов, вероятно, было первообразом малоазиатской «Великой Матери» с именами Ма, Кибелы, Реи; она изображалась в длинном одеянии, с короной вроде muralis на голове. В Богазкёе есть интересное изображение хеттского божества в высоком остром восьмиугольном головном уборе. Институт жрецов и жриц был у хеттов велик.
Богиня любви, плодородия и войны Шавушка заимствована у хурритов.

### Храмы
Храмы имели сходство с семитическими. В Эюке и Богазкёе (Изили-Кая) это были дворы среди природных скал, украшенных барельефами. Последние представляли религиозные сцены: шествия богов, процессии жрецов, мистические церемонии. Псевдо-Лукиан говорит о городском храме на высокой платформе, с большим двором, за которым следовали святилище и отделявшаяся завесой святая святых. Медный жертвенник и идол стояли на дворе; здесь же был пруд для священных рыб; у входа стояли два огромных конусообразных символа плодородия; в самом храме — престол Солнца; были статуи различных божеств; при храме содержались орлы, лошади, быки, львы, посвящённые божествам. Боги представлялись шествующими на этих животных. В Эюке найдены колоссальные сфинксы. На одной из их сторон находится барельеф двуглавого орла. Этот символ неоднократно встречается у малоазиатских хеттов; например, в Изили-Кая на нём шествуют два божества. При храмах были многочисленные коллегии жрецов, доходившие иногда до нескольких тысяч. Хеттейские храмы не сохранились. Есть основание полагать, что многие религиозные церемонии, жертвоприношения, вообще многие элементы культа хеттеев проводились не в храмах, а скорее на холмах и дубравах. Совершение религиозных обрядов в дубравах было связано с почитанием неодушевлённых предметов.
«В Каппадокии найдены и исследованы хеттейские барельефы, которые дают представление об этих храмах. Он имел внешний двор и внутреннее святилище, в котором находилось ещё святое святых. В последнее мог заходить только верховный жрец и те сослужители, которые считались близкими к божеству. С каждой стороны входа возвышались высокие колонны, колонны являлись символами богини плодородия. Во внешнем дворе помещался медный жертвенник, слева от него идол богини Антарата, Астарата или Атарата, рядом с которой должно было быть озеро со священными рыбами. Во дворе были, кормились и служили предметом усердных почитаний быки, лошади, орлы, медведи и львы, как посвящённые различным почитаемым божествам. При входе в храм слева возвышался престол солнца, но на этом престоле не помещались статуи, так как солнце и луна, единственные между божествами, не имели изображений. В храме также были статуи различных божеств. Главным предметом почитания в храме были золотые статуи богини Аттис. На её голове помещался золотой голубь, в руках держала скипетр, стояла она на львах, а её супруг на быках».

### Жертвоприношения
В жертвы приносились различные животные, в том числе козы и бараны. Доброй жертвой обозначался бык.
Приносились в жертву и дети. Их закутывали в звериные шкуры и родители бросали их сверху во двор, крича, что это не их дети, а быки.

### Праздники
Два раза в год у хеттов, в г. Мабоге (Иераполис) праздничная процессия отправлялась к расщелине скалы, находившейся под храмом: в эту расщелину (по их учению) стекли воды потопа и в неё лили морскую воду. Псевдо-Лукиан говорит о существовании в Иераполе сказания о потопе, по содержанию оно почти тождественно вавилонским и библейским; имя героя — Девкалион Сисифей. Жрецы локализировали[прояснить], в расщелине скалы под храмом, сток вод потопа. Сказание говорит, что богиня Сима, дочь высшего бога Адада, положила конец нападениям демона, наполнив морской водой расщелину, в которой он жил. Приходящий в Мабогу брил себе голову и брови. Принеся в жертву овцу, он разрывал на куски мясо и устраивал пир. Шкуру расстилал на земле, становился на колени, голову и ноги жертвы возлагал на свою голову в то же время заклинал богов принять его жертву, обещая в будущем принести ещё лучше. После чего он увенчивался венками.

### Загробная жизнь
Представление о загробной жизни у хеттов соприкасались с древнеегипетскими.
Недалеко от города Башаць-кай найден некрополь. В скале расщелина, из неё сделано нечто вроде портика, поддерживаемого тремя толстыми и короткими колоннами. Налево и направо от портика погребальные комнаты, где были устроены погребальные ложа, выбитые в скале.
В хеттских изображениях встречаются лестницы, которые должны были вести умерших из мира людей в мир богов.

## Военное дело. Обработка железа
Военные успехи хеттов объяснялись активным использованием ими двух инноваций — боевых колесниц и железного оружия.
Хетты, возможно, были первыми, кто стал изготавливать и использовать боевые колесницы, которые появились в Передней Азии в начале II тысячелетия до н. э. у индоевропейских степных кочевников-ариев. «Хеттский трактат о тренировке лошадей восходит к митаннийским специалистам в этом деле и содержит индоарийские термины…». В Грецию колесницы пришли от хеттов.
По устоявшемуся мнению, технологию производства железа первыми освоили горные народы севера Малой Азии и Кавказа. Хетты захватили территорию древних хаттов, которые обладали технологией обработки железа. Известно послание фараона Нового царства царю хатти с просьбой прислать ему железный кинжал, что в эпоху бронзового века было очень дорогим подарком. В последующие столетия хетты продолжали владеть секретом производства железа, что, наряду с использованием боевых колесниц, давало этому народу огромное военное преимущество.

## Хеттология
История изучения хеттов начинается с XIX века, когда учёные заинтересовались могущественным народом, упомянутым в Библии и жившим к северу от «земли обетованной». Однако масштабное исследование хеттской истории стало возможно только после открытия в 1906 году Богазкёйского архива царей Хатти и расшифровки в 1915—1916 годах хеттской письменности чешским лингвистом Бедржихом Грозным. Один из крупнейших специалистов XX века по хеттам — Оливер Герни.

### Хеттологи
- Бекман, Гэри
- Брайс, Тревор Роберт
- Грозный, Бедржих
- Гютербок, Ганс Густав
- Оливер Герни
- Хоффнер, Гарри
- Ардзинба, Владислав